# Lista över länsvägar i Örebro län
Detta är en lista över länsvägar i Örebro län. 
Numren på de övriga länsvägarna (500 och uppåt) är unika per län, vilket innebär att vägar i olika län kan ha samma nummer. För att hålla isär dem sätts länsbokstaven framför numret.
Tpl är trafikplats, Rv är riksväg. Länsvägar inom länet, även primära, redovisas här utan T. 5000, 5003, 5006, 5008, 5040, 5710, 5802 och 5904 är leder genom tätorter (inkl Örebro).

## Primära länsvägar 100–499
| Väg | Sträckning |
| --- | --- |
| 204 | Värmlands länsgräns vid Mo-Mo (243-Åtorp (507)-Svartå (205)-Svartå herrgård (205)-Dormen (511, 557) -Ljungstorp (558)-Fjugesta (564)-Lanna (E18) |
| 205 | Askersund (50)-Laxå (E20)-samt Laxå (E20)-Svartå herrgård (204) (Vägvisas gemensamt med 204 Svartå herrgård-Svartå)-Svartå (204)-Degerfors (243)-Karlskoga (E18)-Gälleråsen (237)-Grythyttan (244). Genomfart Degerfors: Ölsbodavägen-Jannelundsvägen-Medborgargatan-Karlskogavägen. Genomfart Karlskoga: Degerforsvägen-Drottningvägen               |
| 207 | Klämman (51)-Örebro (Almby)-Odensbacken (52) |
| 233 | Kopparberg (Kristinaplan, 63)-Kolheden (50)-Dalarnas länsgräns vid Djurlången-(Skinnskatteberg) |
| 237 | (Karlskoga)-Gälleråsen (205)-Värmlands länsgräns vid Spjuteberg-(Storfors) |
| 243 | Mo (204)-Degerfors (205). Vägvisas gemensamt med 205 Degerfors-Karlskoga. Karlskoga (E18). Vägvisas gemensamt med E18. Karlskoga (Brickegården) (E18)-Vikersvik (742)-Vikers k:a (741)-Gyttorp (244). Genomfart Degerfors: Jannelundsvägen-Medborgargatan-Karlskogavägen. Genomfart Karlskoga: Degerforsvägen-E18-Österleden-Stolpängsvägen-Noravägen |
| 244 | Hammarn (63)-Grythyttan (205)-Gyttorp (243)- tpl Nora-L Mon (50) |
| 249 | Lindesberg (Rya, 50)-Vedevåg-Frövi-Fellingsbro- Västmanlands länsgräns vid Ytterberga-(Arboga) |

## 500–599
- Länsväg T 500: Rv50 – Stjärnsunds slott
- Länsväg T 501: Olshammar (Rv49) – Olshammar (Rv49)
  - Länsväg T 501.01: Olshammar – Olshammars kyrka
- Länsväg T 502: Gustavstorp (Rv49) – L Hammarsundet (Rv50)
- Länsväg T 503: Tived (575) – Dohnafors (508, 205)
- Länsväg T 505: Stavåna (E20) – Ramshult – Torpa – Svinnersta (506) – Trollabron (517)
- Länsväg T 506: Svinnersta (505) – Snavlunda (517)
- Länsväg T 507: Finnerödja (E20) – Paradistorp (576) – Björkfallet – Åtorp (204)
- Länsväg T 508: Dohnafors (503) – Markebäck (205)
- Länsväg T 509: Stabol (511) – Sörhult (513) – Ljungstorp (204)
- Länsväg T 510: Djupbäcken (511) – Porla brunn
- Länsväg T 511: Stavåna (E20) – Djupbäcken (510) – Stabol (509) – Skagershults k:a – Hasselfors bruk – Dormen (573, 204)
- Länsväg T 512: Hasselfors (511) – f.d. Hasselfors järnvägsstation
- Länsväg T 513: Mullhyttan (204) – Mullhyttemo – Sörhult (509)
- Länsväg T 514: Skävi (529) – Sörby (525)
- Länsväg T 517: Askersundsby (Rv50) – Trollabron (505) – Snavlunda (506, 594) – Vretstorp (515, 516) – Vretstorp (529)
- Länsväg T 518: Vretstorp (529) – Körtingsberg (528, 525, 519) – Sörby (527) – Edsbergs k:a (522) – Snarvi (535) – Fjugesta soldattorp (524) – Sanna (564)
- Länsväg T 519: Körtingsberg (518) – Nylunda (520) – Ramtorp (520) – Binninge (522) – Kvistbro kyrka (204)
- Länsväg T 520: Nylunda (519) – Tångeråsa kyrka – Ramtorp (519)
- Länsväg T 522: Binninge (519) – Edsbergs kyrka (518)
- Länsväg T 524: Fjugesta soldattorp (518) – Fjugesta Letstig (564) – Bergsgatan (561)
- Länsväg T 525: Körtingsberg (518) – Viby kyrka (526) – Sörby (514) – Vallby (530) – tpl Vallby (E20, 529)
- Länsväg T 526: Viby kyrka (525) – Hälgesta (527) – Bärsta (531) – N Lund (534)
- Länsväg T 527: Sörby (518) – Hälgesta (526)
- Länsväg T 528: Härja (E20) – Körtingsberg (518)
- Länsväg T 529: Sandstubbetorp (E20) – Vretstorp (517) – tpl 104 (Vretstorp, E20) – Skävi (514) – tpl 105 (Vallby, E20, 525) – Östansjö – tpl Tälle (Rv50) – Tomta (627) – Hallsberg (641, 629, 632, 630) – Byrsta (Rv51) – Åby (628) – Stene (534) – Sörby (542, 5710) – S Mos (641, 646). Genomfart Hallsberg: V Storgatan – Samzeliigatan
- Länsväg T 530: Vallby (525) – Rynningen (531) – Brändåsen (532) – Hidingsta (630) – Byrstatorp (Rv51)
- Länsväg T 531: Rynningen (530) – Bärsta (526)
- Länsväg T 532: Tpl 106 (Brändåsen, E20, Rv50) – Brändåsen (530, 530) – Skyberga (534)
- Länsväg T 533: Undenebotten (575) – Röfors (205)
- Länsväg T 534: Högen (564) – Riseberga (535) – N Lund (526) – Bo (536) – Götabro (538) – Skyberga (532) – Åbytorp (628) – Stene (529) – Kumla (640, 641) – Örsta (644, Rv51)
- Länsväg T 535: Snarvi (518) – Riseberga (534)
- Länsväg T 536: Bo (534) – Höjen (537.01, 537) – Bröttorp (564)
- Länsväg T 537: Höjen (536) – Nalavi (538)
  - Länsväg T 537.01: Höjen (536) – Bo (536)
- Länsväg T 538: Götabro (534) – Nalavi (537) – S Folkavi (539) – Velanda (542) – Täby (540)
- Länsväg T 539: S Folkavi (538) – N Folkavi (564)
- Länsväg T 540: Nybble (564) – Täby (538) – Råby (541) – Mosås (690)
- Länsväg T 541: Råby (540) – tpl 109 (Marieberg, E20)
- Länsväg T 542: Sörby (529) – Hörsta (646) – Velanda (538)
- Länsväg T 543: Värmlands länsgräns vid Mo (S 600) – Mo (204, 243)
- Länsväg T 545: Åtorp (204) – Billingstorp (243)
- Länsväg T 546: Håkanbol (243) – Grytsjön (547)
- Länsväg T 547: Värmlands länsgräns vid Sälsjön (S 603) – Grytsjön (546) – Degerfors (243)
- Länsväg T 548: Degerfors (Hästhagen, 205, 243) – Högeberg (551). Genomfart Degerfors: Raka vägen – Centralgatan
- Länsväg T 549: Degerfors (Jannelund) 205, 243) – Björneborgsvägen (553) – Västansjö – Högeberg (551, 552). Genomfart Degerfors: Storgatan – Björneborgsvägen (553) – Strömtorpsvägen – Gräsholmsvägen
- Länsväg T 551: Högeberg (548, 549, 552) – Högåsen (Fisksjöleden, 700)
- Länsväg T 552: Högeberg (549, 551) – E18 – Linnebäck (702)
- Länsväg T 553: Ängebäck – Degerfors (Björneborgsvägen, 549) – Degerfors (549) – (205, 243, Agens torg)
- Länsväg T 554: väg till Degerfors järnvägsstation och lastkaj (555)
- Länsväg T 555: Degerfors (205, 554) – Knutsbol – tpl Immetorp (E18, 719). Genomfart Degerfors: Bruksvägen. Genomfart Karlskoga: Österviksvägen
- Länsväg T 557: väg till Dormens hållplats (204)
- Länsväg T 558: Ljungstorp (204) – Vekhyttan (559) – Kinkhyttan (560) – Lekhyttan (566, 691, E18)
- Länsväg T 559: Stenkulla (204) – Vekhyttan (558)
- Länsväg T 560: Kinkhyttan (558) – bro över Svartån vid Brotorp – väg 204
- Länsväg T 561: Fjugesta (564, Fjugesta Letstig) – Bergsgatan (524) – Knista (569) – Irsta (204)
- Länsväg T 562: Grenväg mot Fjugesta (204) – Lanna (566) – Lanna (204)
- Länsväg T 564: Hässelby (204) – Sanna (518) – Fjugesta (561, 524) – Högen (534) – Landsåsen (568) – Bröttorp (536) – N Folkavi (539) – Nybble (569, 540) – Vintrosa Sanna
- Länsväg T 565: Sälven (204) – Hidinge (566)
- Länsväg T 566: Lekhyttan (558) – Hidinge (565) – Vreta (567) – Lanna (562)
- Länsväg T 567: Vreta (566) – Sättran (691)
- Länsväg T 568: Landsåsen (564) – Östa (569)
- Länsväg T 569: Knista (561) – Östa (568) – Nybble (564)
- Länsväg T 570: Bäck (691) – Vintrosa kyrka
- Länsväg T 571: Örebro flygplats – (691) – tpl 108 (Falltorp, E18)
- Länsväg T 572: (533) – (205). Väg genom Röfors
- Länsväg T 573: Dormen (511) – Bäckatorp (204)
- Länsväg T 574: väg i Mullhyttan (204 – 204)
- Länsväg T 575: Västra Götalands länsgräns vid Kvarnsjöbacken (O 2061) – Tived (503) – Undenebotten (533) – Paradisbygget (577) – Finnerödja (578, E20)
- Länsväg T 576: Västra Götalands länsgräns vid Torpmossen (O 2063) – Hansatorp (E20) – Kavelbron – Paradistorp (507)
- Länsväg T 577: Mobäcksvägen (575) – Finnerödja jvstn jämte väg 577.01 till f.d. Finnerödja jvstn – Finnerödja (578, E20)
  - Länsväg T 577.01: ???
- Länsväg T 578: Västra Götalands läns gräns vid L Mosstorp (O 2062) – Finnerödja (575) – (577)
- Länsväg T 582: Kilsborg (Rv50) – Ingelsby (586)
- Länsväg T 583: väg till begravningsplatsen i Askersund (907, 906, Gårdsjögatan)
- Länsväg T 584: Östergötlands länsgräns vid Medevi (E 1095) – Stordalen (Rv50)
- Länsväg T 585: Gärdshyttan (Rv50) – Hultsjön jämte förbindelseväg 585.01 mot Sänna – Adolfsberg (592)
  - Länsväg T 585.01: ???
- Länsväg T 586: Hammar (Rv50) – Långvik (591) – Blommedal (592) – Åmmeberg – Åmme (590) – Ingelsby (582, Rv50)
- Länsväg T 587: väg till Hammars kyrka (586)
- Länsväg T 588: väg till Askersunds sjukstuga (907, Torebergsvägen)
- Länsväg T 589: Sänna (Rv50) – Hargebaden
- Länsväg T 590: Hagapark (907) – Åmme (586)
- Länsväg T 591: Långvik (586) – Västerby (592)
- Länsväg T 592: Östergötlands länsgräns nordost Norrsjön (E 1105) – Zinkgruvan (599) – Adolfsberg (585) – Västerby (591) – Blommedal (586)
- Länsväg T 594: Snavlunda (517) – Kårberg – Skyllberg (595, Rv50)
- Länsväg T 595: Skyllberg (594) – Äsperud (Rv50)
- Länsväg T 596: Gålsjö (597) – Lerbäcks kyrka (607.01, 607) – Stenkumla (608)
- Länsväg T 597: Skyllberg (Rv50) – Rönneshytta (610, 604) – Gålsjö (596, 598) – Närkesberg (611) – Tösnahult (612) – Öv Haddebo (614) – Ned Haddebo (613) – Hjortkvarn (Rv51)
- Länsväg T 598: Dunsjö (604) – Gålsjö (597)
- Länsväg T 599: Zinkgruvan (592) – infart Zinkgruvans verksamhetsområde – Mariedamm (602, 604) jämte grenväg 599.01 mot Godegård (604)
  - Länsväg T 599.01: ???

## 600–699
- Länsväg T 601: Grytstorp (614) – Björnhammaren
- Länsväg T 602: förbindelseväg S Mariedamm (599) – (604)
- Länsväg T 603: S Björnfall (604) – Östergötlands länsgräns vid Stenmon (E 1107)
- Länsväg T 604: Östergötlands länsgräns vid Jakobshyttan (E 1092) – S Björnfall (603) – Mariedamm (602, 599.01, 599) – Brofallet (611) – Dunsjö (598) – Rönneshytta (597)
- Länsväg T 605: väg till Åsbro f.d. järnvägsstation (608)
- Länsväg T 607: vägport vid Lerbäck (608) – Lerbäcks f.d. järnvägsstation – Lerbäcks kyrka (596) – Åsbrohammar (608)
  - Länsväg T 607.01: ???
- Länsväg T 608: Äspedalen (Rv50, 610) – vägport vid Lerbäck (607) – Stenkumla (596) – Åsbrohammar (607) – Åsbro (605, Rv50)
- Länsväg T 609: Åsbro (Rv50) – f.d. Åsbrohemmet – Karintorp
- Länsväg T 610: Rönneshytta (597) – Äspedalen (608)
  - grenväg? Lerbäck (610) – lastkaj
- Länsväg T 611: Brofallet (604) – Getabo – Närkesberg (597)
- Länsväg T 612: Tösnahult (597) – Skogaholm (625) – Svennevad (Rv51)
- Länsväg T 613: Ned Haddebo (597) – Glottra (Rv51)
- Länsväg T 614: Öv Haddebo (597) – Grytstorp (601) – Hjortkvarn (Rv51)
- Länsväg T 615: Hjortkvarn (Rv51) – Iboholm (616) – Östergötlands länsgräns vid Kattala
- Länsväg T 616: Iboholm (615) – Nain (617)
- Länsväg T 617: Averby (Rv51) – Nain (616) – Dyrbol (618) – Bo kyrka (619) – Brevens bruk (623)
- Länsväg T 618: Gustavsberg (Rv51) – Dyrbol (617)
- Länsväg T 619: Bo kyrka (617) – Östergötlands länsgräns vid Murtorpet (E 1130)
- Länsväg T 620: Svennevad (Rv51) – Ekenäs (655) – Kilsmo (623)
- Länsväg T 623: Östergötlands länsgräns vid Långsjön (E 1131) – Brevens bruk (617, 624) – Solberga (654) – Kilsmo (620, 656) – Västerhult (657) – Sandvad (659) – Valsta (Rv52)
- Länsväg T 624: Brevens bruk (624) – Biskopskvarn (658) – Södermanlands länsgräns vid Hjälpetorp (D 566)
- Länsväg T 625: Skogaholm (612) – Ämtsätter (634) – Boda (649) – Rullstugan (633) – Tarsta (Rv51)
- Länsväg T 626: Östergötlands länsgräns vid Hagstugan (E 1133) – Södermanlands länsgräns vid Haddemon (D 569)
- Länsväg T 627: Kassmyra (Rv50) – Tomta (529)
- Länsväg T 628: Åby (529) – Åbytorp (534)
- Länsväg T 629: Äspsätter (Rv50) – Samzeliigatan (529)
- Länsväg T 630: Hidingsta (530) – Hallsberg (529). Genomfart Hallsberg: Hardemovägen
- Länsväg T 631: Falla (Tunbovägen/Tisarvägen) – Hallsberg (641)
- Länsväg T 632: Långgatan – Nils Ericssons gatan – Bangatan – Högtorpsgatan i Hallsberg (529 – 641)
- Länsväg T 633: Hallsberg (641) – Hallsbergs kyrka (635) – Ålsta (636) – Högsätter (634) – Bredsätter (637) – Tynninge (638) – Rullstugan (625) – Pålsboda (Rv51)
- Länsväg T 634: Ämtsätter (625) – Högsätter (633)
- Länsväg T 635: Hallsbergs kyrka (633) – Marka (641)
- Länsväg T 636: Ålsta (633) – Älvesta (644)
- Länsväg T 637: Bredsätter (633) – Hällabrottet (644) samt Hällabrottet (644) – Fågelhagen (Rv51)
- Länsväg T 638: Tynninge (633) – Ulvstorp (644) – Norrtorp (639) – Kävesta (Rv51, Rv52)
- Länsväg T 639: Norrtorp (638) – Fagerlunda (Rv51) samt väg 639.01 till Kvarntorps bostadsområde
  - Länsväg T 639.01: ???
- Länsväg T 640: S Via (Rv51) – Via – Kumla (534)
- Länsväg T 641: Hallsberg (529, 631, 633) – Kumlaby (Rv51) – Kumla (534) – S Mos (529, 646) – N Mos (690) – tpl 108 (Ekeby, E20). Genomfart Hallsberg: Ö Storgatan. Genomfart Kumla: S Kungsvägen – N Kungsvägen – Örebrovägen
- Länsväg T 642: Björkmo (Rv51.01) – Ekeby kyrka (672, 672) – Gällersta (Rv51.01)
- Länsväg T 643: Hällabrottet (644) – Skogstorp (Rv51)
- Länsväg T 644: Örsta (534, 636) – Hällabrottet (643, 637, 637) – Ulvstorp (638)
- Länsväg T 646: Hörsta (542) – S Mos (529, 641)
- Länsväg T 647: S Mos (641) – Brånsta – Ekeby (Rv51.01)
- Länsväg T 649: Boda (625) – Pålsboda (650, Rv51)
- Länsväg T 650: väg till Pålsboda f.d. järnvägsstation (649)
- Länsväg T 651: väg till Pålsboda f.d.lastkaj (652)
- Länsväg T 652: Pålsboda (Rv51, 651) – Forntomta (655)
- Länsväg T 653: Tarsta (Rv51) – Gropen (655)
- Länsväg T 654: Solberga (623) – Korsmon (658) – Södermanlands länsgräns vid Herrefallet (D 567)
- Länsväg T 655: Ekenäs (620) – Forntomta (652) – Gropen (653) – Sköllersta (Rv52)
- Länsväg T 656: Kilsmo (623) – Högtorp – Lagmansbacka (659)
- Länsväg T 657: Kilsmo (623) – Västerhult (623)
- Länsväg T 658: Biskopskvarn (624) – Korsmon (654)
- Länsväg T 659: Sandvad (623) – Lagmansbacka (656) – Asker jämte förbindelseväg 659.01 mot Odensbacken (Rv52) – Fiskinge skola (Rv52)
  - Länsväg T 659.01: ???
- Länsväg T 661: Alltorp (659) – Svenstorp – Lännäs kyrka (Rv52)
- Länsväg T 662: Bönerud (Rv52) – Brickan (663) – Östantorp (663) – Södermanlands länsgräns vid Ernebäck (D 570)
- Länsväg T 663: Brickan (662) – Yxtorp – Östantorp (662)
- Länsväg T 665: Hampetorp (Rv52) – färjeled över S Hjälmaren – väg över Vinön
- Länsväg T 666: Lännäs kyrka (Rv52) – Segersjö (667) – Vallby (207)
- Länsväg T 667: Hummelsta (207) – Segersjö (666)
- Länsväg T 668: St Mellösa (207) – St Mellösa kyrka jämte förbindelseväg 668.01 mot Odensbacken (207) – Göksholm
  - Länsväg T 668.01: ???
- Länsväg T 669: Kånsta (Rv52) – Kvismaren (674) – Norrbyås kyrka (677) – Bärsta (670) – Resta (207)
- Länsväg T 670: Bärsta (669) – Resta kvarn (207)
- Länsväg T 672: Sköllersta (673) – Torsta (674, 674) – Ekeby kyrka (642) – Ekeby (Rv51.01)
- Länsväg T 673: Babel (Rv52) – Sköllersta (672, Rv52)
- Länsväg T 674: Kävesta (Rv51) – Torsta (672) – Torsta (enskild väg T406 ) – Kvismaren (669)
  - Länsväg T 674.01: Torsta (enskild väg T406, 674) – Ekeby (672)
- Länsväg T 675: Almbro (676) – N Bro – tpl Brickebacken (Rv51.01) – Dala (683) – Hagalundsvägen (687) – Eriksbergsgatan – Ålunda (690). Genomfart Örebro: Bondsättersvägen – Bergavägen – Elof Ljunggrens väg – Stenbackevägen – Klerkgatan – Södermalmsallén. Även kallad Glomman och Gällerstavägen.
- Länsväg T 684: tpl 110 (Adolfsberg, E20, E18) – Ålunda (690)
- Länsväg T 687: Gustavsviksvägen (687 – Södra vägen)
- Länsväg T 688: Åstadalsvägen – Universitetet – Ormesta (677)
- Länsväg T 690: N Mos (641) – Näset (Infart torvindustri) – Mosjö kyrka – Mosås (540, 681) – tpl Lansåsen (541) – Ålunda (684, 675) Adolfsberg (5003) – tpl Aspholmen (E20, E20.05, 5000). Genomfart Örebro: Mosåsvägen – Adolfsbergsvägen. Gamla E20.
- Länsväg T 691: Lekhyttan (E18, 558) – Sättran (567, 728) – Via (204) – Bäck (732, 570) – (564) – väg till flygplatsen (571) – Berglunda (E18, tpl 109). Gamla E18.

## 700–799
- Länsväg T 700: Storängstorp (205, 243, 551) – Odlingen (E18) – Karlberg (708) – Lötgårdarna (205)
- Länsväg T 702: Linnebäck (552) – Värmlands länsgräns vid Boviken (S 605)
- Länsväg T 706: Värmlands länsgräns vid Rishöjden (S 608) – Kedjeåsen (205)
- Länsväg T 708: Karlberg (700) – Stenbäcken – Äspedalen – Åbytorp (205)
- Länsväg T 713: Värmlands länsgräns vid Rishöjdbron (S 609) – Torpskog – Tavlan (205)
- Länsväg T 715: Skolgatan – Järnvägsgatan i Grythyttan (716)
- Länsväg T 716: väg genom Grythyttan (205 – 715 – 718 – 205) (Lokavägen – Magasinsgatan – Prästgatan)
- Länsväg T 718: Kyrkogatan i Grythyttan (716 – 244)
- Länsväg T 719: Tpl Immetorp (E18, 555) – Utterbäck – Forsnästorp (243)
- Länsväg T 720: Hörnet (205) – Björkmo (721) – Granbergsdal (722) – L Björndalen (723) – Öfalla (243)
- Länsväg T 721: Björkmo (720) – infart till bergtäkt vid Granberga – Granberga – Stockforstorp (205)
- Länsväg T 722: Lerängen (243) – Granbergsdal (720) – Malmhöjden – Ö Kärne (205)
- Länsväg T 723: Skråmmen (243) – L Björndalen (720)
- Länsväg T 724: Rockesholm (725) – Stadra (244)
- Länsväg T 725: Kortfors (243) – f.d. Karlsdals bruk (726) – Rockesholm (724) – Älvestorp – Kråkviken (244)
- Länsväg T 726: väg till f.d. Karlsdals bruk (725)
- Länsväg T 727: Lekhyttan (E18, 691) – Hälshyttan – Mon (728)
- Länsväg T 728: Sättran (691) – Mon (727) – Lannafors (731) – Garphyttan (729, 733) – Ånnaboda
- Länsväg T 729: Garphyttan (728) – till avtagsväg mot Hjulåsen
- Länsväg T 730: Ö Via (E18, 204) – Vintrosa – Tomta (731) – f.d. Latorps bruk (736) – Latorp (733) – Egersta (732) – Åtorp (746)
- Länsväg T 731: Tomta (730) – Lannafors (728)
- Länsväg T 732: Bäck (691, E18) – Östertysslinge (733) – Egersta (730)
- Länsväg T 733: Garphyttan (728, 746) – Latorp (730) – Östertysslinge (732) – Gräve (737) – Baggetorp (739) – tpl Karlslund – Karlslundsgatan (5000, E20, 5006)
- Länsväg T 734: Blacksta (746) – Vallby (744)
- Länsväg T 736: väg till f.d. Latorps bruks järnvägsstation (730)
- Länsväg T 737: Gräve (733) – Åkerby – Hälleby (746)
- Länsväg T 739: f.d. Lindbacka hållplats – Baggetorp (733)
- Länsväg T 741: Dalkarlsberg – Vikers kyrka (243)
- Länsväg T 742: Vikersvik (243) – Fogdhyttan (244)
- Länsväg T 744: Tpl 113 (Ekersvägen (E18/E20, 5008) – Mellringe (5040) – Eker (745) – Gölfallet (746) – Vallby (734) – Kils kyrka (747, 748) – Hammarby (749) – tpl Nora (244, 762)
- Länsväg T 745: Eker (744) – S Billinge (747) – Lockenkil (751)
- Länsväg T 746: Garphyttan (733) – Åtorp (730) – Blacksta (734) – Hälleby (737) – Gölfallet (744)
- Länsväg T 747: Kils kyrka (744, 748) – S Billinge (745) – Dreberg – Fagermon (752) – Katrinelund (Rv50)
- Länsväg T 748: Kils k:a (744, 747) – Ullavi – Klockhammar – Bocksboda
- Länsväg T 749: Hammarby (744) – Prästtorp (751) – Rangeltorp (750) – Mogetorp (Rv50)
- Länsväg T 750: Rangeltorp (749) – f.d. Hålahults sanatorium
- Länsväg T 751: Prästtorp (749) – Lockenkil (745) – Axbergshammar (Rv50, 831, 827)
- Länsväg T 752: tpl 114 (Hedgatan, E20) – Tjusebotorp (753) – Kåvi – Fagermon (747) – Ön (Rv50)
- Länsväg T 753: Tjusebotorp (752) – Rödklövervägen – Lillån (Rv50)
- Länsväg T 755: Hovsta f.d. järnvägsstation – Hässelby (Rv50)
- Länsväg T 756: Axbergs kyrka – Dammsäter (Rv50)
- Länsväg T 757: Öskevik (772) – Öskebohyttan – Mårdshyttan (769)
- Länsväg T 758: Fogdhyttan (244) – Striberg (764)
- Länsväg T 759: V Sund (244) – N Fingerboda (766)
- Länsväg T 762: tpl Nora (244, 744) – Nora (767) – Nora kyrka
- Länsväg T 763: Striberg (764) – Ås – Nora (5904) – Kolmätargatan (5904) – Bergslagsgatan (767)
- Länsväg T 764: Gyttorp (244) – Striberg (758, 763) – Klacka Lerberg (771, 767)
- Länsväg T 765: V Sund (244) – Nora (762) Hitorpsvägen
- Länsväg T 766: Fingerboda (Rv50) – Bondbyn (768) – Rya (Rv50)
- Länsväg T 767: Nora (762) – Tingshusgatan – Järntorgsgatan – Bergslagsgatan – Bergslagsgatan/Stenäsvägen
- Länsväg T 767: Nora Bergslagsgatan/Stenäsvägen – Risbacken (769) – Klacka Lerberg (764) – Tolvsbörd (772) – Järnboås (770, 770.01) – Grängshyttan (805) – Gränbäcken (782) – Hjulsjö (Rv63) – Hjulsjö kyrka – Hjulsjö prästgård (Rv63)
- Länsväg T 768: Bondbyn (766) – Hammarby – Born (769)
- Länsväg T 769: Risbacken (767) – Born (768) – Öskevik (772) – Siggebohyttan (773) – Mårdshyttan (757) – Fanthyttan (Rv50)
- Länsväg T 770: väg till Järnboås kyrka och prästgård (767)
  - Länsväg T 770.01: ???
- Länsväg T 771: Kärvingeborn (244) – Timansberg – Klacka Lerberg (764)
- Länsväg T 772: Tolvsbörd (767) – Öskevik (757, 769)
- Länsväg T 773: Siggebohyttan (769) – Lindesberg (Rv50)
- Länsväg T 775: Guldsmedshyttan (Rv50) – Gränshyttan – Bredsjöbäcken (777) – Stjärnfors (Rv63)
- Länsväg T 777: Bredsjöbäcken (775) – Ö Nybygget (778)
- Länsväg T 778: V Löa (Rv50) – Ö Nybygget (777) – Stjärnfors (Rv63)
- Länsväg T 782: Grythyttan (244) – Sikberget – Gränbäcken (767)
- Länsväg T 784: Hammarn (Rv63) – Hammarmossen (785)
- Länsväg T 785: Saxhyttan (Rv63) – samt grenväg 785.01 mot Agen (Rv63) – Hammarmossen (784) – Hällefors (789, 786, 789, Rv63)
  - Länsväg T 785.01: ???
- Länsväg T 786: Sävenforsvägen Hällefors (789 – 785) – Jordbron (787) – Värmlands länsgräns vid Örlingen (S 851)
- Länsväg T 787: Jordbron (786) – Sävsjön (791) – Vartjärn – Silkens by – Dalarnas länsgräns vid Nordtjärn (W 548)
- Länsväg T 790: Jönshyttan (Rv63) – Bredsjö – Hjulsjö (Rv63)
- Länsväg T 791: Sävsjön (787) – Pansartorp – Dalarnas länsgräns vid Bastuhöjden (W 549)
- Länsväg T 792: Kopparberg (Rv63) – Finnhyttan (793) – Ställdalen (795) – Ställberg – Hörken (798) – Silverhöjden (Rv50). Genomfart Kopparberg: Ställdalsvägen
- Länsväg T 793: Finnhyttan (792) – Skäret – Dammossen (794) – Norrmossen (795) – Älvhöjden – Yxsjön (798)
- Länsväg T 794: Dammossen (793) – L Kumlan (795)
- Länsväg T 795: Ställdalen (792) – L Kumlan (794) – Norrmossen (793)
- Länsväg T 798: Dalarnas läns gräns vid Nittkvarn (W 550) – Yxsjön (793) – Hörken (792)
- Länsväg T 799: Fiskbro (Rv50) – Bångbro – Bånghammar – Kopparberg (Klövervägen) (233). Genomfart Bångbro, Kopparberg: Kata Dahlströms väg. Kallad Södra infarten till Kopparberg.

## 800–899
- Länsväg T 805: Grängshyttan (767) – Grängens f.d. järnvägsstation
- Länsväg T 810: väg till Fellingsbro f.d. järnvägsstation (249)
- Länsväg T 814: Slyte (E18)) – Västmanlands länsgräns vid St Sättran (U 570)
- Länsväg T 815: Solbaddet (823) – Mäjsta (816) – Eriksberg (818) – Hagaby (817) – Skogsberg (820) – Kägleborg (822) – Frötuna (829) – Fellingsbro (249) samt grenväg 815.01 mot Fellingsbro centrum (249)
  - Länsväg T 815.01: ???
- Länsväg T 816: Rinkaby (823) – Mäjsta (815)
- Länsväg T 817: Skölv (E18) – Glanshammar (823) samt Glanshammar (823) – Hagaby (815)
- Länsväg T 818: Eriksberg (815) – Dyltabruk – Ölmbrotorp (830)
- Länsväg T 820: Skogsberg (815) – Tjugesta – Ödeby kyrka
- Länsväg T 822: Kägleborg (815) – Ringaby – Ullersätter (249)
- Länsväg T 823: Örebro – S Lillåstrand – N Lillåstrand – Solbaddet (815) – Rinkaby (816) – Glanshammar (817) – Slyte – (E18) Västmanlands länsgräns vid Gunnarsökna (U 572). Genomfart Örebro: Storgatan – Bromsgatan – Hjortstorpsvägen. Gamla E18-E20.
- Länsväg T 827: Axbergshammar (831) – Ervalla jvstn (830)
- Länsväg T 829: Västmanlands länsgräns vid Torp (U 568) – Frötuna (815)
- Länsväg T 830: Kvinnersta (Rv50) – Ölmbrotorp (818) – Ervalla f.d. järnvägsstation (827) – (827) – Ervalla gård (831, 836)
- Länsväg T 831: Axbergshammar (Rv50, 827, 751) – Dylta Kvarn (832) – Ervalla kyrka (836.01) – Ervalla gård (830, 836) – Frövi (840) – Pikaboda (249)
- Länsväg T 832: Skärmarboda (Rv50) – Flåten (833) – Dylta kvarn (831)
- Länsväg T 833: Flåten (832) – Järle f.d. järnvägsstation – Fingerboda (Rv50)
- Länsväg T 834: Hällen (249) – Rya (860)
- Länsväg T 836: Ervalla gård (830, 831) – Glömyra samt grenväg 836.01 mot Ervalla kyrka (831) – Klysna – Hult (Rv50)
  - Länsväg T 836.01: ???
- Länsväg T 837: Anneberg (Rv50) – Vedevåg (249)
- Länsväg T 839: Spångboda (249) – Vässlingbyholm (847) – Vässlingby (249)
- Länsväg T 840: väg till Frövi järnvägsstation och lastkaj (831)
- Länsväg T 842: Frövi (831) – Ullersätter (822) – Sverkesta (249)
- Länsväg T 845: Vedevåg (249) – Ö Bohr – Skottbackarna (860)
- Länsväg T 846: Gällingsjötorp (249) – Rockhammar (847)
- Länsväg T 847: Vässlingebyholm (839) – Sällinge (850) – Rockhammar (846) – Pilkrog (851) – Kåen (859) – Grönbo – Flaxkärret (868) – Morskoga krog (Rv68) – Resta (873) – Ramsberg (875) – Ramsbergs kyrka (871) – Torpa (874) – Ö Löa (Rv50)
- Länsväg T 850: Sällinge (847) – Finnåkers gård (851)
- Länsväg T 851: Fellingsbro prästgård (249) samt väg 851.01 till och förbi Fellingsbro kyrka (249) – Granberga (852) – Finnåkers gård (850) – Finnåkers bruk (859)
  - Länsväg T 851.01: ???
- Länsväg T 852: Granberga (851) – Öby (854) – Norrby (853) – Västmanlands länsgräns vid Slytermossen (U 589)
- Länsväg T 853: Norrby (852) – Västmanlands läns gräns vid Lugnet (U 574
- Länsväg T 854: Ålsäng (249) – Norrsäter (861) – Öby (852)
- Länsväg T 858: Västmanlands länsgräns vid Iresjön (U 593) – Västmanlands länsgräns vid Stentorp (U 593)
- Länsväg T 859: Lindesberg (860) – Kåfalla (859.01) – Pilkrog (847) – Finnåkers bruk (851) – Västmanlands länsgräns vid Kilen (U 590)
  - Länsväg T 859.01: Kåfalla (859) – Kåen (847)
- Länsväg T 860: Rya (249) – Rya (834) – Skottbackarna (845) – Lindesberg (859 – 864 – Rv68). Genomfart Lindesberg: Örebrovägen – Kristinavägen – Järnvägsgatan – Bergsmansgatan – Bergslagsvägen
- Länsväg T 861: Bäcktorp (249) – Norrsäter (854)
- Länsväg T 862: Lindesberg (864) – Björkhyttan – Gusselhyttan (Rv68). Genomfart Lindesberg: Bondskogsvägen – Björkhyttevägen (864 – 5802)
- Länsväg T 864: Lindesberg (860) – Lindesberg (862) – Gusselby (Rv68) – Stråssa (871). Genomfart Lindesberg: Gusselbyvägen
- Länsväg T 865: Stråssa (871) – Bengtsberg (874) – Vasselhyttan (Rv50)
- Länsväg T 868: Flaxkärret (847) – Bergshyttan – Näverkärret (877) – Västmanlands länsgräns vid Näverkärret (U 593)
- Länsväg T 871: tpl Storå (Rv50) – Storå jvstn (872) – Stråssa (865, 864) – V Fallet (873) – Ramsbergs kyrka (847)
- Länsväg T 872: väg till Storå jvstn (871)
- Länsväg T 873: V Fallet (871) – Resta (847)
- Länsväg T 874: Bengtsberg (865) – Torpa (847)
- Länsväg T 875: Ramsberg (847) – Hagen (876) – Kloten (233)
- Länsväg T 876: Hagen (875) – Gammelbo – Hägernäs (Rv68)
- Länsväg T 877: Näverkärret (868) – Allmänningsbo – Västmanlands länsgräns vid Kallmortorp (U 598)
- Länsväg T 879: Dalarnas länsgräns nordväst Råbron (W 618) – Dalarnas länsgräns vid Råbron (W 618)

## 900–999
- Länsväg T 906: Floragatan i Askersund (908 – 583)
- Länsväg T 907: Askersund, Södra infarten (Rv50 till bro över Alsundet) – Sundsbrogatan (bro över Alsundet – Hamngatan) – Sundsbrogatan (Hamngatan) – Drottning Kristinas väg – Bergslagsvägen i Askersund (908 – 908.01 – 588 – 583 – 590 – 50) Storgatan i Askersund (907 – 908.01 – 906)
- Länsväg T 908: Storgatan i Askersund (907 – 908.01 – 906)
  - Länsväg T 908.01: ???